# IBM ThinkPad ThinkLight

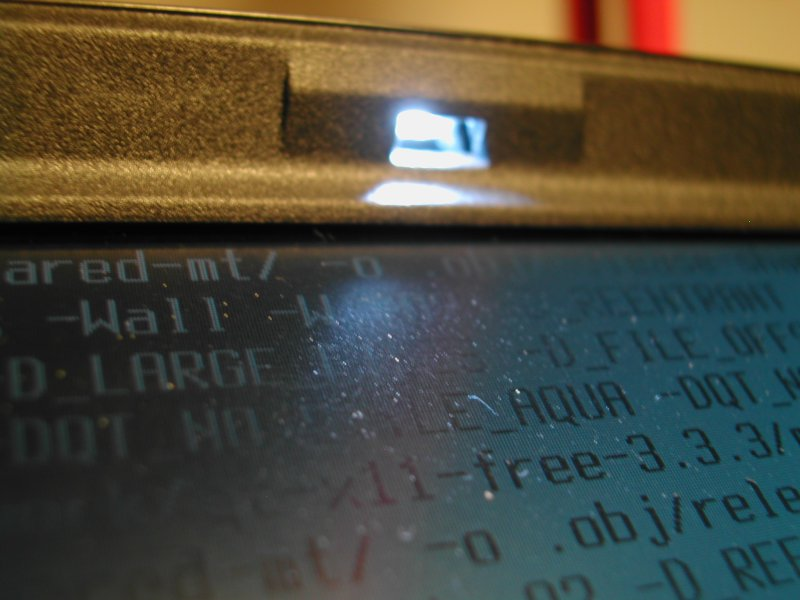
LED blanco en una laptop IBM ThinkPad A21p.

ThinkLight es una luz de un teclado producido por IBM, y está presente en la familia ThinkPad de laptops. Un LED blanco o amarillo (dependiendo el modelo) está situado en el borde de la pantalla, iluminando el teclado para usarse en lugares de poca luz. Es activado por la combinación de teclas Fn-RePág (los botones situados en el extremo inferior izquierdo y extremo superior derecho). La pantalla de la computadora muestra un símbolo para indicar si está encendido o apagado. El ThinkLight puede ser activado mientras el monitor está encendido o apagado, pero no cuando el portátil está apagado.
Algunas ThinkPads, como las series Z y R (con excepciones, como el modelo R61) muestran un color ámbar (amarillo) en el LED debido a que es más barato, mientras otros modelos, como las series T, usan un LED blanco (que es preferido). Ver amarillo selectivo para discutir sobre las ventajas económicas de los LEDs amarillos.